# تولچین
شهر تولچین (به اوکراینی: Тульчин) در استان وینیتسیا در کشور اوکراین واقع شده‌است. جمعیت این شهر ۱۶٬۱۳۶ نفر  است.